# Forges et chantiers de la Méditerranée
 (octobre 2013).
Si vous disposez d'ouvrages ou d'articles de référence ou si vous connaissez des sites web de qualité traitant du thème abordé ici, merci de compléter l'article en donnant les références utiles à sa vérifiabilité et en les liant à la section « Notes et références ».
Pour les articles homonymes, voir FCM.
Les Forges et chantiers de la Méditerranée  ou Société nouvelle des forges et chantiers de la Méditerranée (FCM) furent une entreprise de construction navale française de La Seyne-sur-Mer. 

## Histoire
La société des Forges et Chantiers de la Méditerranée a été fondée en 1853 par Louis Henri Armand Béhic (1809-1891) soutenu par Napoléon III. À l'origine, elle se composait d'un chantier de construction naval à La Seyne et d'un atelier de mécanique de forge à Marseille, sous la direction technique de François Bourdon.

En 1856, elle prit le nom de Société Nouvelle des Forges et Chantiers de la Méditerranée. En quelques années, après installation de divers ateliers de blindage, tôlerie et chaudronnerie, elle honore des commandes de navires de guerre à l'exportation (Russie, Italie, Brésil, etc.).
En 1872, elle acquiert des établissements au Havre comprenant le chantier de construction navale à Graville-Sainte-Honorine et l'usine Mazeline de moteurs et hélices. Ils sont vendus à Schneider et Cie en 1897. 
Au début du XXe siècle, l'ensemble du groupe participe activement au programme de réarmement de l'artillerie de l'armée française et construira même des chars d'assaut pendant et après la Première Guerre mondiale, dont le FCM 2C. Les bombardements des sites de production durant la Seconde Guerre mondiale interrompirent ses productions.
Après-guerre, un effort de modernisation des sites est entrepris. La crise de la construction navale en France, à partir de 1959, met le secteur en déclin. Des grands chantiers sont fermés. Les Forges et Chantiers de la Méditerranée sont mises en cessation d'activité à partir du 1er juillet 1966. La reprise de la société fut effectuée par les CNIM (Constructions navales et industrielles de la Méditerranée).

## Quelques navires construits
- le trois-mâts barque Tamaris à coque en fer (1868)
- le croiseur grec Navarhos Miaoulis (1878)
- le croiseur protégé français : D'Entrecasteaux (1896)
- le croiseur protégé français : Catinat (1896)
- le trois-mâts barque Marguerite-Molinos, au Havre en 1897
- le paquebot FRANCE III (1896) coulé en Méditerranée par le sous marin U38 le 7 novembre 1915
- le cuirassé russe, type Pré-dreadnought : Tsarevitch (1901)
- le cuirassé français, type Dreadnought : Paris (1902) de classe Courbet
- l'Amiral Makaroff (1905) : croiseur cuirassé pour la Marine impériale russe
- le navire-hôpital britannique : HMHS Salta (1911)
- le porte-avions Béarn (1920)
- les paquebots français : Gouverneur Général Tirman (1922), Djenné (1931) et El Mansour (1932)
- les contre-torpilleurs de la Marine nationale française Le Malin et L'Indomptable de la classe Le Fantasque (1933)
- le dernier bateau-feu français : le Sandettié (1947)
- le car-ferry Napoléon de la Compagnie générale transatlantique (1959)
- le navire de croisière : Sagafjord (1965)
- le car-ferry Fred Scamaroni de la Compagnie générale transatlantique (1965)
- le car-ferry Avenir de la Compagnie de navigation mixte (1966)

## Chars construits
- FCM A (1916, étude de char lourd)
- FCM 1A (1916, prototype de char lourd)
- FCM 1B (1916, prototype de char lourd)
- FCM 2C (1921, char lourd produit à 10 exemplaires)
- FCM 21 (1921, prototype de char de bataille de 17T)
- FCM 36 (1936, char léger produit à 100 exemplaires)
- FCM F4 (1937, prototype de char lourd)
- FCM F1 (1940, prototype de char lourd)
- FCM 50T (1945, prototype de char lourd)
- FCM 12T (1949, prototype de char léger)